# 八条宮穏仁親王
八条宮穏仁親王（はちじょうのみや やすひとしんのう、寛永20年4月29日〈1643年6月15日〉 - 寛文5年10月3日〈1665年11月9日〉）は、江戸時代前期の日本の皇族。世襲親王家の八条宮（桂宮）第3代当主。後水尾天皇の第十一皇子。母は贈左大臣櫛笥隆致の女の藤原隆子（逢春門院）。幼称は幸宮・若宮、または阿古麿（あこまろ）。

## 経歴
承応3年（1654年）9月、嗣子のなかった智忠親王の養子に入り、若宮または阿古麿と称する。この背景には兄にあたる後光明天皇が急逝したために、万が一の皇統断絶の事態に備えて皇位継承の候補者を確保する目的もあった。
明暦元年（1655年）8月桂殿に移渡、10月親王宣下を蒙り、穏仁の名を賜った。11月に加冠元服し、三品・式部卿に叙任された。寛文2年（1662年）7月養父の智忠親王の薨去を受けて宮家を継承し、同3年（1663年）に3月と11月の二度、桂殿で父法皇の行幸を迎えた。同5年（1665年）二品に昇叙されたが、10月3日病のため薨去した。享年23。
金剛寿院と追号され、相国寺慈照院に葬られた。悲嘆した後水尾は菩提寺創建を企図したが果たせず、翌6年（1666年）相国寺に開山塔が建立された。文化面では、父の指導を受け和歌に堪能で、詠草が数多く残されている。